# Lee Kang-sheng
Lee Kang-sheng (Taipei, 21 ottobre 1968) è un attore, regista e sceneggiatore taiwanese.
Appare in tutti i film di Tsai Ming-liang.

## Biografia

### L'incontro con Tsai Ming-liang
Lee Kang-sheng nasce a Taipei nel 1968. Fin da subito si mette in luce come attore. Folgorante, per la sua carriera, sarà l'incontro con Tsai Ming-liang, regista (allora) televisivo che lo invitò a partecipare al suo film tv All the Corners of the World (1989).

### I film con Tsai Ming-liang
È un sodalizio artistico che dura da vent'anni e che ha permesso a Kang-sheng di passare sul grande schermo con pellicole come Xiao hai (1991), Vive l'amour (1994), The Hole - Il buco (1998), Il fiume (1997), Che ora è laggiù? (2001), Bu san (2003), Il gusto dell'anguria (2005), Face (2009) con Jeanne Moreau e tanti altri.

### La carriera da regista
Nel 2003, decide anche lui di tentare la strada da regista e dirige Miao Tien, Chea Chang e Lu Yi-ching in Bu jian; seguiranno Help Me Eros (2007) e il film collettivo Taipei 24H (2009).

## Filmografia parziale
- Qīngshàonián Nézhā, regia di Tsai Ming-liang (1992)
- Vive l'amour (Àiqíng wànsuì), regia di Tsai Ming-liang (1994)
- Il fiume (Héliú), regia di Tsai Ming-liang (1997)
- The Hole - Il buco (Dòng), regia di Tsai Ming-liang (1998)
- Che ora è laggiù?, regia di Tsai Ming-liang (2001)
- Goodbye, Dragon Inn (Bu San), regia di Tsai Ming-liang (2003)
- Il gusto dell'anguria (Tiān biān yi duǒyún), regia di Tsai Ming-liang (2005)
- I don't want to sleep alone (Hēi yǎn quān), regia di Tsai Ming-liang (2006)
- Stranger Eyes - Sguardi nascosti (Mò shì lù), regia di Yeo Siew Hua (2024)